# Диродийтрисамарий
Диродийтрисамарий — бинарное неорганическое соединение
самария и родия
с формулой Rh2Sm3,
серые кристаллы.

## Получение
- Спекание стехиометрических количеств чистых веществ:

{\displaystyle {\mathsf {3Sm+2Rh\ {\xrightarrow {1450^{o}C}}\ Rh_{2}Sm_{3}}}}

## Физические свойства
Диродийтрисамарий образует кристаллы
тригональной сингонии,
пространственная группа R 3,
параметры ячейки a = 0,8701 нм, c = 1,6526 нм, Z = 9,
структура типа диникельтриэрбия Er3Ni2
.
Соединение образуется по перитектической реакции при температуре ≈1350°С
.